# Revelle (Singer-Songwriter)
Revelle (bürgerlich Katharina Schwarz) ist eine österreichische Singer-Songwriterin aus Wien.

## Karriere
Im Juni 2019 veröffentlichte Revelle ihre erste EP über dich. Ihre zweite EP nur liebe folgte im Mai 2020. Anfang 2021 veröffentlichte sie zusammen mit Benne die Single Hollywood. Ihr Debütalbum immer nur liebe erschien im Juni 2022.
Revelle ist auch als Autorin für andere Musiker tätig, so schrieb sie unter anderem Lieder für Wilhelmine, Helene Fischer, Julia Engelmann, Jazzy Gudd, Luca Hänni, Julia Kautz und Michelle.
Sie trat als Support-Act für Julia Engelmann, Madeline Juno (Acoustic Tour 2023 und Tour zu Besuch) oder auch Johannes Oerding auf.

## Leben
Revelle stammt aus Wien. Seit ihrer Kindheit singt sie, mit 13 kam das Klavier hinzu und mit 16 Jahren schrieb sie die ersten Songs. Mit 19 veröffentlichte sie ihren ersten Song. Sie zog im Oktober 2018 von Wien nach Berlin, um dort als Songschreiberin zu arbeiten. Mitte 2021 unterzeichnete Revelle bei Sony Music Entertainment Germany. Darüber erschien am 4. Juni 2021 die Single „erste liebe“; das Debütalbum wurde für Frühjahr 2022 angekündigt. Ebenfalls 2021 war sie mit Johannes Oerding auf Tour.
Am 3. Juni 2022 erschien ihr Debütalbum „immer nur liebe“. Die darauf enthaltenen 15 Popsongs produzierte sie mit ihrem besten Freund Paul Falk. An dem Song „Wir bleiben“ war Gregor Hägele beteiligt und der Song „Tagelange Nächte“ wurde im Duett mit Benne aufgenommen. Für die Produktion und den Mix der Tracks waren Revelle und Paul Falk (Ronja Forcher, Anni Perka, Saskia Leppin) verantwortlich, das Mastering übernahm Michael Schwabe (Kettcar, Wir sind Helden, 2raumwohnung, Rosenstolz, Die Toten Hosen). Das Album ist auch als CD-Buch-Bundle erhältlich. In dem Buch stehen Informationen zu den Songs, ist eine Gedichtsammlung enthalten und sind die Songs illustriert. Das Buch wurde komplett von Revelle selbst gefüllt und gestaltet. Von Juni bis September 2022 begleitete Revelle die Tour von Johannes Oerding und spielte auch als Support für Milow. Am 4. Juli 2022 trat Revelle an ihrem Geburtstag im ARD-Morgenmagazin auf.

## Diskografie
Studioalben
- immer nur liebe (Sony Music, 2022)
- immer nur liebe 2.0 (Sony Music, 2023)

## Tourneen
Hauptact
- 2024: nur liebe tour

Vorprogramm
- 07/2021–09/2021: Johannes Oerding – Lagerfeuer Acoustics 2021
- 07/2021–09/2022: Johannes Oerding – Konturen Open Air 2022
- 09/2023–10/2023 Julia Engelmann – Splitter Tour 2023[9]
- 10/2023–11/2023: Madeline Juno – Acoustic Tour 2023[3]
- 04/2024–04/2024: Madeline Juno – Tour zu Besuch[3]

## Bücher
- immer nur liebe – Das Buch zum Album (2022)